# میکافونژین
میکافونژین (انگلیسی: Micafungin؛ ‏ تلفظ صحیح انگلیسی: مایکافانجین) که با نام تجاری Mycamine فروخته می‌‌‌‌‌‌‌‌‌‌‌‌‌‌‌‌‌‌‌‌‌‌‌‌‌‌‌‌‌‌‌‌‌‌‌‌شود یک داروی ضد قارچ اکینوکاندین است که برای درمان و پخش شدن از عفونت‌های قارچی از جمله‌های کاندیدمی، آبسه و کاندیازیس مری استفاده می‌شود. این ماده از تولید بتا-۱٬۳-گلوکان، یک جزء ضروری دیواره سلولی قارچی است که در پستانداران یافت نمی‌شود، مانع می‌شود. میکافونژین به صورت داخل وریدی تجویز می‌شود. در مارس ۲۰۰۵ به طور کامل توسط سازمان غذا و داروی ایالات متحده آمریکا (FDA) دریافت شد و در آوریل ۲۰۰۸ در اتحادیه اروپا مشخص شد.
این دارو در فهرست داروهای سازمان بهداشت جهانی است.

## نشانه‌ها
این دارو برای درمان کاندیدمی، کاندیدیاز حاد منتشر، پریتونیت کاندیدا، آبسه و کاندیدیاز مری توصیه شده‌است. از ۲۳ ژانویه ۲۰۰۸، میکافونژین برای خون از کاندیدای بیماری که تحت پیوند سلول‌های بنیادی خون‌ساز هستند (HSCT) بررسی شده‌است.
میکافونژین از طریق ارتباط با این روش ۱٬۳-بتا-D-گلوکان سنتاز عمل می‌کند که منجر به کاهش ۱٬۳-بتا-D-گلوکان می‌شود که یک پلی ساکارید نیاز است که یک سوم از اکثریت کاندیدا را تشکیل می‌دهد. دیواره‌های سلولی این کاهش تولید گلوکان منجر به بی‌ثباتی اسمزی و در نتیجه لیز سلولی می‌شود.

## دوز
متابولیسم میکافونژین در مصرف از طریق آکریپ سولفاتاز و متابولیسم ثانویه توسط ترانسفراز انجام می‌شود. اگر احتیاطی باید در رابطه با دوز انجام شود زیرا میکافونژین به طور ضعیفی، CYP3A4 تاثیر می‌گذارد.

## اشکال دارویی
این دارو یک محصول ضد قارچ طبیعی است که از سایر قارچ‌ها به‌عنوان مکانیزم دفاعی برای رقابت با مواد مغذی و غیره به دست می‌آید. به طور ویژه، میکافونژین از FR901379 مشتق شده است و توسط Coleophoma empetri تولید می‌شود.

## خوانش بیشتر
- Eschenauer G, Depestel DD, Carver PL (March 2007). "Comparison of echinocandin antifungals". Therapeutics and Clinical Risk Management. 3 (1): 71–97. doi:10.2147/tcrm.2007.3.1.71. PMC 1936290. PMID 18360617.